# El esfuerzo
El esfuerzo es un libro de poemas del autor español Mauricio Bacarisse.
Este poemario se divide en cuatro partes:
1. Las canciones candorosas, que -como ya se ha dicho- sigue la estética del modernismo. Es interesante por los experimentos métricos (en lo que se refiere a la rima, sobre todo) y por el uso sorprendente del humor.
2. La miseria, sección de poesía social que -en mi opinión- muy pocas veces alcanza una cierta altura literaria.
3. La guerra, cuatro poemas en los que Mauricio Bacarisse pone de manifiesto su francofilia.
4. El esfuerzo. Esta última parte que da título al libro es la más importante y la que más llamó la atención de la crítica en relación con el vanguardismo del libro. En ella el autor expone en qué consiste su misión como poeta basada en el esfuerzo personal e independiente. Especialmente destacable me parece su último poema "Nisus", ya que -escrito en 1917- evoca o presiente toda esa imaginería del obrero que tan de moda pondría las literaturas de vanguardia, sobre todo tras el triunfo de la revolución rusa